# Тоя Деґена
Тоя Деґена (Aconitum degenii) — вид квіткових рослин з родини жовтецевих (Ranunculaceae).

## Опис
Багаторічник 50–80 см заввишки. Суцвіття малоквіткове, коротке. Квітки фіолетові, усі квіти, прямі. Шолом із дуже коротким носиком, над яким ледь вигнутий.

## Поширення
Росте в Європі (Австрія, Ліхтенштейн, Словаччина, Франція, Італія, Польща, Румунія, Швейцарія, Україна, Боснія та Герцеговина, Хорватія, Сербія і Чорногорія).
В Україні вид росте на скалах — в Карпатах (гора В. Камень).